# Fud Leclerc

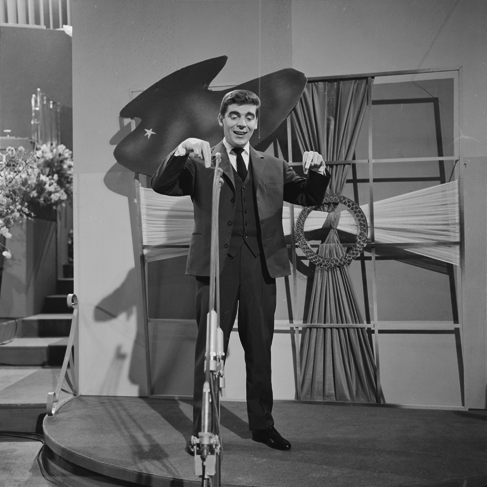
Fud Leclerc i Eurovision Song Contest 1958.

Fud Leclerc, född Fernand Urbain Dominic Leclercq 1924 i Montluçon, Allier, död 20 september 2010 i Bryssel, var en belgisk sångare och pianist.
Leclerc gjorde sig känd genom att delta i Eurovision Song Contest totalt fyra gånger.
- 1956 - Messieurs les noyés de la Seine (De drunkna männen på Seine), musik av Jean Miret och Jacques Say, text av Robert Montal, placering och poäng okänt.
- 1958 - Ma petite chatte (Min lilla älskling), musik och text av André Dohet, femte plats av tio och åtta poäng av 90 möjliga.
- 1960 - Mon amour pour toi (Min kärlek till dig), musik av Jacques Say, text av Robert Montal, sjätte plats av tretton, nio poäng av 120 möjliga.
- 1962 - Ton nom (Ditt namn), musik av Eric Channe, text av Tony Golan, sista plats av 16 låtar, 0 poäng av 45 möjliga.

Den sista låten han bidrog med, år 1962, är känd för att vara den första låt i Eurovision Song Contest som inte erhöll några poäng.